# Conus platensis
Espèce
Conus platensis est une espèce fossile de mollusques gastéropodes marins de la famille des Conidae.

## Description
La taille de la coquille atteint 23 mm.

## Distribution
Cette espèce a été découverte comme fossile au large de Platense de Punta Carretas, Montevideo, Uruguay.

## Taxonomie

### Publication originale
L'espèce Conus platensis a été décrite pour la première fois en 1946 par le naturaliste Joaquin Frenguelli (d) (1883-1958),.